# Roberta C. Williams
Pour les articles homonymes, voir Roberta Williams (homonymie) et Williams.
Roberta C. Williams est une actrice, scénariste et réalisatrice canadienne née le 13 février 1954.

## Filmographie

### comme actrice
- 1996 : Almost Forever (TV) : Mary
- 1997 : The Protector (série TV)
- 1997 : Same Old Days (série TV) : Gloria Clayton
- 1998 : The Secrets of My Heart : Mrs. Evans
- 1998 : Traces of Insanity (TV)
- 1999 : Je suis perdant vous (Falling Away from Me) (vidéo) : Mrs. Carson
- 1999 : The Living Witness
- 2000 : The Hunt for Jakob (vidéo)
- 2000 : Tears Don't Come Here Anymore (TV) : Christy Parker
- 2000 : They Will Laugh (TV)
- 2001 : The Journey to California
- 2001 : Henry the Hedgehog (voix)
- 2001 : Die with Me : Marilyn Cooper
- 2001 : Bitter Winter (TV)
- 2002 : A Minute in My Mind (TV)
- 2002 : The Truly Twisted Tale : Aunt Annie (voix)

### comme scénariste
- 1996 : Almost Forever (TV)
- 1998 : The Secrets of My Heart
- 1998 : Traces of Insanity (TV)
- 2000 : They Will Laugh (TV)
- 2001 : The Journey to California
- 2001 : Charlie's Wish (TV)
- 2001 : Die with Me
- 2001 : Bitter Winter (TV)
- 2003 : All Your Difference
- 2003 : Jamey Boy (TV)

### comme réalisatrice
- 1996 : Almost Forever (TV)
- 1998 : The Secrets of My Heart
- 1998 : Traces of Insanity (TV)
- 1999 : Je suis perdant vous (Falling Away from Me) (vidéo)
- 2000 : Tears Don't Come Here Anymore (TV)
- 2000 : They Will Laugh (TV)
- 2001 : Die with Me
- 2001 : Bitter Winter (TV)
- 2002 : A Minute in My Mind (TV)
- 2003 : All Your Difference